# Corvus culminatus
El cuervo picudo indio (Corvus culminatus) es una especie de ave paseriforme de la familia Corvidae propia del subcontinente indio al sur del Himalaya. Es muy común y fácilmente distinguible del cuevo indio que tiene el cuello y nuca grises. Anteriormente se consideraba una subespecie del cuervo picudo, pero ahora se consideran especies separadas, sus graznidos son diferentes y este último vive en altitudes mayores del Himalaya. Coincide en las zonas nororientales de su área de distribución con el cuervo de Levaillant que es de aspecto muy similar y difícil de diferenciar. Pueden diferenciarse por que el plumaje del cuervo picudo indio es más uniforme y tiene brillo violáceo, y tiene el pico más largo con la punta fina y el culmen menos arqueado. Se diferencia del cuervo picudo, que se extiende hasta el Himalaya, por la cola con termiminación redondeada, mientras que el cuervo picudo del Himpalaya termina en forma de cuña.

## Descripción

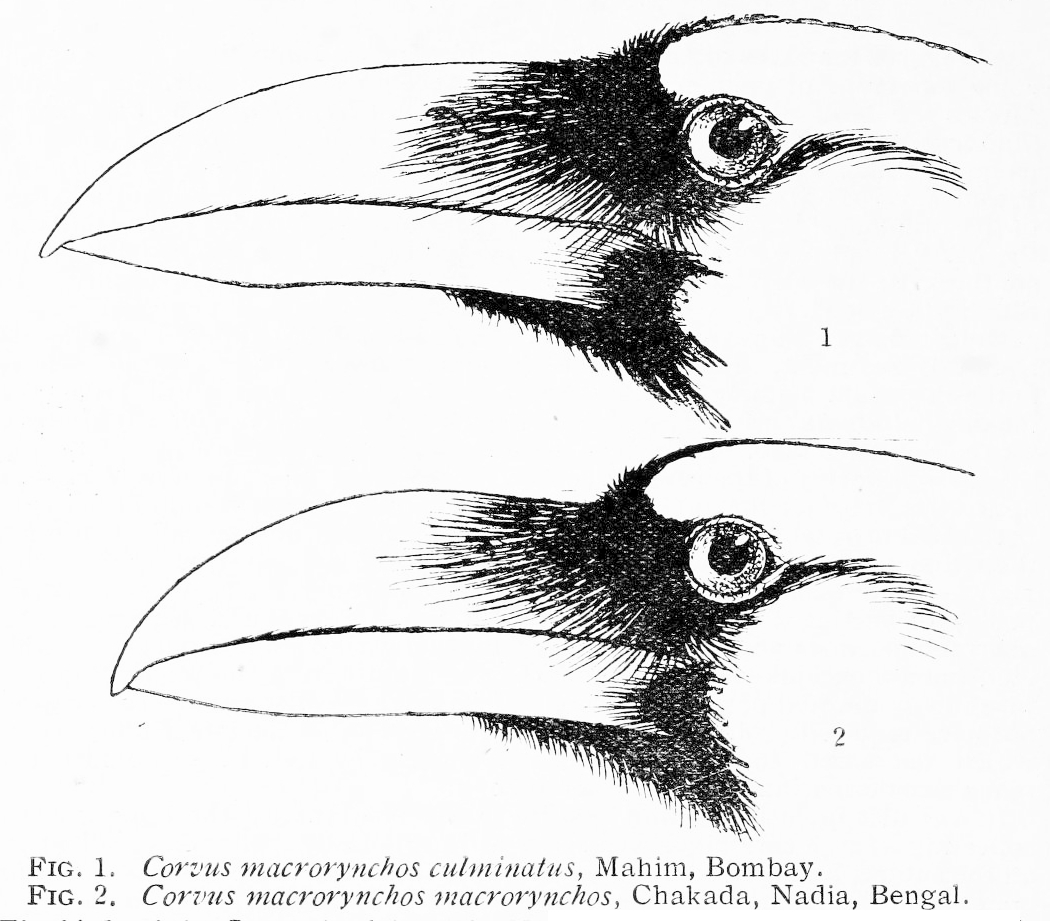
Comparación de los picos de C. culminatus (arriba) y C. macrorhynchos (abajo).

Su plumaje es todo negro brillante. Tiene un gran pico con un culmen (parte superior) poco arqueado y punta fina. Sus plumas tienen brillo violáceo. La cola del cuervo picudo indio es redondeada y sus patas son robustas. Las plumas de la base de la nuca son opacas. Ambos sexos son indistinguibles por su aspecto.
La cola del cuervo picudo que habitan en el Himalaya (subespecies intermedius y tibetosinensis ) tienen la cola ligeramente en forma de cuña, a diferencia de la redondeada del cuervo picudo indio. Los graznidos de cuervo picudo de la india son más ásperos que los del cuervo indio. En Sri Lanka, los cuervos indios carecen de la coloración gris en el cuello característica, pero son más deldados que los cuervos picudos indios. 

## Taxonomía

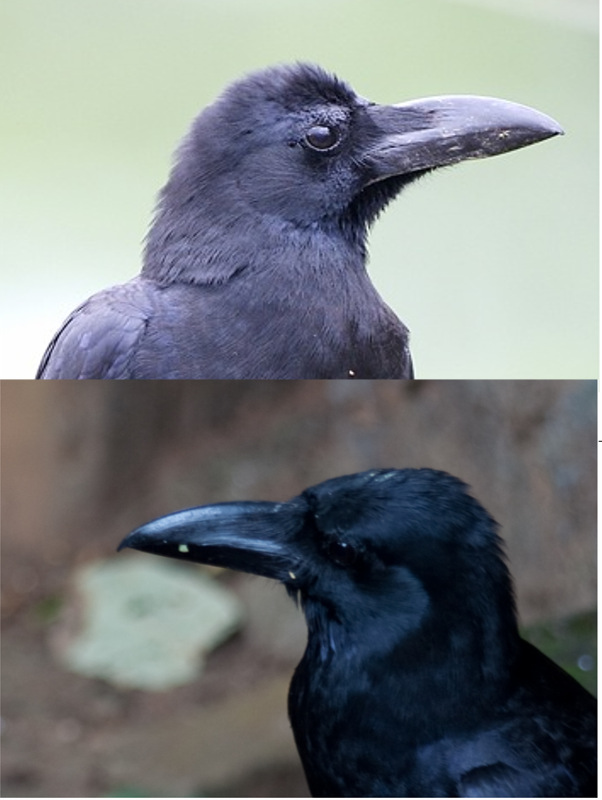
Compomparación de picos entre C. levaillantii (arriba) y C. culminatus (abajo).

La clasificación de los cuervos de Asia ha sido difícil debido a su apariencia tan similar. Esta especie fue descrita como Corvus culminatus en 1832 por el coronel William Henry Sykes basándose en un espécimen encontrado en Pune. Eugene Oates la incluyó en Corvus macrorhynchos en la obrea  The Fauna of British India, Including Ceylon and Burma (1889), basándose en las conclusiones de Allan Octavian Hume al no haber encontrado diferencias consistentes en los especímenes. Pero W. E. Brooks apuntó que las poblaciones del Himalaya tenían voz diferente además de tener la cola más larga. La segunda edición de The Fauna of British India. (1922) de Stuart Baker consideró que macrorhynchos se restringía a Java y que las formas de la India eran tres subespecies del cuervo australiano (Corvus coronoides). Ernst Hartert observó el color de las plumas de la base del cuello y agrupó a los que tenían la base gris en un grupo (cuervos coronoides) y a los que la tenían blanca en el grupo de cuervos del sur y las formas del norte incluidos el cuervo picudo indio y en levaillantii con nueve subespecies. Ernst Mayr reorganizó el grupo en 1940. Hugh Whistler y Norman Boyd Kinnear decidieron que las tres formas indias culminatus, intermedius y macrorhychos eran subespecies de Corvus macrorhynchos. Charles Vaurie hizo otra revisión en 1954. Salim Ali y Dillon Ripley en el Handbook of the Birds of India and Pakistan usaron macrorhynchos bajo el cual situaron cuatro formas culminatus, intermedius, levaillantii y tibetosinensis.
Los piojos de las aves del género Myrsidea parasitan a los cuervos y coevolucionan con sus huéspedes. Un estudio sobre la especiación en este género indica que hay distintos grupos con una distribución bien marcada. La comparación de las vocalizaciones de los cuervos de distintas zonas también mostraron claras diferencias, y los análisis de las divergencias de las secuencias de ADN mitocondrial indican que las poblaciones del Himalaya (intermedius y tibetosinensis) se separaron de las que viven en las planicies, culminatus, hace dos millones de años.

## Distribución
El cuervo picudo inido se encuentra en la mayor parte de a India continental al sur de las faldas del Himalaya, al este de las regiones desérticas del noroeste de la India y con un límite oriental alrededor de Bengala. También se encuentra en Sri Lanka.

## Comportamiento y ecología
El cuervo picudo indio es un pájaro sedentario en todo su área de distribución. Normalmente se observa en solitario, en parejas o en pequeños grupos. Es un ave oportunista, generalista y omnívora. Pueden ablandar su comida dejándola caer en el agua, y también se les ha observado comiendo arena tras alimentarse de carroña. Tienen varios tipos de graznidos, con significados desconocidos.
La época de cría se produce principalmente entre marzo y abril en el norte de la India y antes en el sur. En Sri Lanka se produce de mayo a julio. El nido es una plataforma de palitos situada en un árbol grande y muy raramente en construcciones. El centro del nido está cuidadosamente forrado con pelo y fibras vegetales. La puesta normal consta de entre tres y cinco huevos de color verde azulado claro con motas marrones. Los huevos eclosionan a los 17–19 días y los polluelos se desarrollan en un mes. A veces los nidos son parasitados por el koel común, aunque no con tanta frecuencia como los del cuervo indio.